# A. Vincent
A. Vincent (Aloysius Vincent; * 14. Juni 1928 in Calicut, Madras Presidency; † 25. Februar 2015 in Chennai, Tamil Nadu) war ein indischer Kameramann und Filmregisseur des Malayalam-Films, tamilischen Films, Telugu-Films und Hindi-Films.

## Leben
A. Vincent entstammt einer Familie Syrischer Christen. 1947 begann er seine Ausbildung an der Kamera im Malayalam-Film in den Gemini Studios und assistierte den Kameramännern Kamal Ghosh und N. Natarajan. Zu seinen ersten Arbeiten als Hauptkameramann gehört der Erfolgsfilm Neelakuyil (1954) unter der Regie von P. Bhaskaran und Ramu Kariat. Unter Kariats Regie setzte er den Darsteller Sathyan auch in Mudiyanaya Puthran (1961) gekonnt in Szene. Die Eingangssequenz des Films, in der sich Sathyan in der Dunkelheit eine Zigarette anzündet und danach ein Harijan-Mädchen belästigt, wird für ihre bemerkenswerte Kameraarbeit gelobt.
Daneben arbeitete Vincent auch für den tamilischen Film. In Madras filmte er bei Venus Pictures für den Regisseur T. Prakash Rao Amara Deepam (1956) und für C. V. Sridhars Regiedebüt Kalyana Parisu (1959). Weitere Filme mit Sridhar folgten, darunter Nenjil Ore Alayam (1962) und Kadalikka Neramillai (1964). Bis Ende der 1990er Jahre stand er hinter der Kamera. 
Sein Debüt als Filmregisseur hatte Vincent 1964 mit Bhargavi Nilayam. Der Film war der erste Geisterfilm des Malayalam-Kinos mit den Stars Madhu, Prem Nazir, P. J. Anthony, Vijayanirmala und Adoor Bhasi. Auch sein zweiter Film, das Melodram Murappennu (1965) mit denselben männlichen Stars und der Schauspielerin Sharada, wurde ein Erfolg. Der bekannte Autor M. T. Vasudevan Nair schrieb für diesen wie auch für Vincents Filme Nagarame Nandi (1967) und Asuravithu (1968) das Drehbuch. Auch Thoppil Bhasi lieferte die Vorlage für mehrere Vincent-Filme: Ashwamedham (1967), Thulabharam (1968), Nadhi (1969) und Abhijathyam (1971). Neben K. S. Sethumadhavan wurde A. Vincent zum wichtigsten Reformregisseur des Malayalam-Films. Bei seinen eigenen Filmen stand er gewöhnlich nicht hinter der Kamera.
Vincent wurde für seine Kameraarbeit an dem Hindi-Film Prem Nagar (1974) mit einem Filmfare Award/Beste Kamera ausgezeichnet. Als Regisseur erhielt er für sein Filmdrama Thulabharam (1968) einen National Film Award für den zweitbesten Film. Die Indian Society of Cinematographers (ISC) ehrte ihn 2003 zusammen mit K. K. Mahajan und V. K. Murthy mit der Ehrenmitgliedschaft.
Seine Söhne Jayanan Vincent und Ajayan Vincent arbeiten ebenfalls als Filmkameramann.

## Filmografie

### Kamera
- 1953: Bratuku Teruvu
- 1953: Chandi Rani
- 1954: Neela Kuyil
- 1956: Amara Deepam
- 1956: Sontha Ooru
- 1957: Yaar Paiyyan
- 1958: Amar Deep
- 1958: Uthama Puthiran
- 1959: Illarikam
- 1959: Kalyana Parisu
- 1960: Meenda Sorgam
- 1960: Vidi Velli
- 1960: Ellorum Innattu Mannar
- 1960: Pelli Kanuka
- 1961: Mudiyanaya Puthran
- 1961: Nazrana
- 1961: Nenjil Or Aalayam
- 1961: Punar Jenmam
- 1961: Then Nilavu
- 1962: Kula Gothralu
- 1962: Policekaran Magal
- 1962: Sumaithaangi
- 1963: Moodupadam
- 1963: Dil Ek Mandir
- 1963: Nenjam Marapathillai
- 1964: Kadhalikka Neramillai
- 1964: Thacholi Othenan
- 1965: Enga Veettu Pillai
- 1965: Raja Malli
- 1966: Kunjali Marakkar
- 1966: Letha Manasulu
- 1967: Bhakta Prahlada
- 1967: Meherban
- 1969: Adimai Penn
- 1969: Thunaivan
- 1970: Madhavi
- 1970: Gouravam
- 1971: Ek Naari Ek Brahmachari
- 1971: Iru Dhruvam
- 1971: Savaley Samali
- 1973: Vasantha Maligai
- 1974: Prem Nagar
- 1974: Akkaraipachai
- 1975: Avan Oru Sarithiram
- 1975: Babu
- 1975: Soggadu
- 1976: Jyothi
- 1976: Rojavin Raja
- 1976: Secretary
- 1977: Adavi Ramudu
- 1977: Gadusu Pillodu
- 1977: Prema Lekhalu
- 1978: K D No. 1
- 1978: Radhakrishna
- 1978: Rajaputhra Rahasyamu
- 1979: Ilamai Kolam
- 1980: Guru
- 1981: Ashajyothi
- 1981: Bandish
- 1982: Mahaan
- 1983: Anandakummi
- 1988: Douthyam
- 1990. Alludugaru
- 1990: Dharmakshetram
- 1990: Nari Nari Naduma Murari
- 1991: Gnana Paravai
- 1991: Uncle Bun
- 1992: Apathbandhavudu
- 1992: Aswamedham
- 1992: Gharana Mogudu
- 1993: Allari Priyudu
- 1993: Major Chandrakanth
- 1994: Bobbili Simham
- 1996: Sahasa Veerudu Sagara Kanya
- 1997: Annamayya

### Regie
- 1964: Bhargavi Nilayam
- 1965: Murappennu
- 1967: Ashwamedham
- 1967: Engaluckum Kalam Varum
- 1967: Nagarame Nandi
- 1968: Asuravithu
- 1968: Thulabharam
- 1969: Aalmaram
- 1969: Nadhi
- 1970: Nizhalattam
- 1970: Triveni
- 1971: Abhijathyam
- 1972: Gandharvakshetram
- 1972: Theerthayathra
- 1973: Achani
- 1973: Chenda
- 1973: Dharmayuddham
- 1973: Nakhangal
- 1974: Thirumangalyam
- 1975: Nalla Marumagal
- 1975: Priyamulla Sophia
- 1976: Anavaranam
- 1977: Naam Pirandha Mann
- 1977: Agni Nakshatram
- 1978: Anappachan
- 1978: Vayanadan Thampan
- 1982: Ponnu Poovam
- 1983: Theeram Thedunna Thira
- 1984: Shri Krishnaparunthu
- 1985: Pournami Ravil
- 1985: Kochuthemmadi